# زبان‌های ایتالی-غربی
زبان‌های ایتالی-غربی در بعضی از طبقه‌بندی های زبانی، بزرگ‌ترین شاخه خانواده زبان‌های رومی است که دو شاخه مهم از این خانواده را در بر دارد: زبان ایتالی دالماسیایی و رومی غربی و البته شامل زبان ساردنیایی و خانواده زبان‌های رومی شرقی نمی‌شود.